# Општина Саска Монтана
Општина Саска Монтана (рум. Comuna Sasca Montană) је општина у жупанији Караш-Северин у југозападној Румунији. Седиште општине је насеље Саска Монтана. Према попису из 2021. године у општини је било 1.292 становника.

## Географија
Општина Саска Монтана се налази на југозападу Румуније, у јужном делу жупаније Караш-Северин. Простире се на површини од 129,23 . Границе општине су следеће:
- На северу — општина Чиклова Романа
- На североистоку — варош Анина
- На истоку — општина Лапушнику Маре
- На југу — општина Карбунари
- На југозападу — варош Нова Молдава и општина Пожежена
- На западу — општина Најдаш и Чукичи

## Насељена места
Општина се састоји из 5 насеља: Богодинц, Поток, Саска Монтана, Саска Романа и Слатина-Нера.
| Насеље                | Румунски назив | Број становника | Број становника | Број становника | Број становника |
| Насеље                | Румунски назив | 1992.           | 2002.           | 2011.           | 2021.           |
| --------------------- | -------------- | --------------- | --------------- | --------------- | --------------- |
| Богодинц              |                | 232             | 192             | 122             | 94              |
| Поток                 |                | 350             | 301             | 280             | 249             |
| Саска Монтана         |                | 787             | 587             | 472             | 353             |
| Саска Романа          |                | 551             | 451             | 358             | 265             |
| Слатина-Нера          |                | 380             | 356             | 361             | 331             |
| Општина Саска Монтана |                | 2.300           | 1.887           | 1.593           | 1.292           |

## Становништво
Према попису из 2021. године, у општини Саска Монтана живело је 1.292 становника што је за 301 мање (-18,90%) у односу на претходни попис 2011. године када је било 1.593 становника. Већину становништва представљају Румуни који чине 89,55% становништва.
| Етнички састав према попису из 2021. године‍ | Етнички састав према попису из 2021. године‍ | Етнички састав према попису из 2021. године‍ | Етнички састав према попису из 2021. године‍ | Етнички састав према попису из 2021. године‍ |
| ------------------------------------------- | ------------------------------------------- | ------------------------------------------- | ------------------------------------------- | ------------------------------------------- |
|                                             |                                             |                                             |                                             |                                             |
| Румуни                                      | Румуни                                      |                                             | 1.157                                       | 89,55%                                      |
| Роми                                        | Роми                                        |                                             | 27                                          | 2,09%                                       |
| Непознато                                   | Непознато                                   |                                             | 108                                         | 8,36%                                       |